# Tudhalias II
Tudhalias II va ser un rei hitita al segle xiv aC. Portava el títol de Gran rei i Sol meu. La seva dona era Nikalmati, la primera reina hitita que porta un nom hurrita.
Enderrocat Muwatallis I pel cap dels servidors de palau, Himuili i el cap militar Kantuzili, fills de Huzziyas II, el rei que Muwatallis havia destronat, el cap de la guàrdia reial, Muwa, potser un germà o parent de Muwatallis, va fugir a Mitanni, el regne dels hurrites i va demanar ajut per recuperar el tron. Els rebels van proclamar rei a Tudhalias II, sens dubte perquè era net de Huzziyas i podia al·legar el seu dret al tron. Muwa va rebre l'ajut d'un exèrcit hurrita i va marxar a territori hitita. Tudhalias i el general Kantuzili es van enfrontar amb ell i el van derrotar. Tudhalias va consolidar el seu tron.
El rei de Khalap, després d'aquesta victòria, va fer un tractat d'aliança amb el rei hitita, però Mitanni no va tardar a imposar altra vegada de la seva sobirania.
D'aquest regnat són coneguts un fets relacionats amb Arzawa que ens presenten per primer cop als aqueus i Troia. Un príncep local, Madduwatta, senyor de Zippasla, es va enfrontar amb Attariššiya, rei d'Ahhiya (Acaia), però va ser derrotat i expulsat dels seus territoris junt amb la seva família; perseguit pels aqueus i mancat de recursos, Madduwatta va demanar ajut a Tudhalias II, que va acceptar ajudar-lo i li va donar carros de combat, menjar, vi i altres subministraments, i fins i tot li va oferir el govern de la regió d'Hariyati, més propera a territori hitita que Zippasla, però Madduwata no estava interessat en aquesta terra sinó que volia recuperar la seva; un exèrcit hitita va ajudar a Madduwatta i va expulsar els aqueus de Zippasla i el va reinstal·lar però com a vassall del gran rei hitita i amb obligació de ser enemic de Kupanta-Kurunta, rei d'Arzawa contra el que Tudhalias II planejava fer la guerra. Madduwatta tampoc podia establir cap contacte amb Attariššiya d'Ahhiya. Però Madduwatta va atacar Kupanta-Kurunta per la seva pròpia iniciativa i va ser derrotat completament. Les forces d'Arzawa van ocupar Zippasla i van fer molts presoners, incloent la família reial, i només Madduwatta i uns pocs seguidors es van poder escapar i va haver de tornar a demanar ajut als hitites. Tudhalias va enviar a dos oficials, Pišeni i Puškurunuwa, amb infanteria i carros de combat en ajut del seu vassall; la batalla es va lliurar prop de la ciutat de Sallawassi, on els hitites van atacar i van vèncer i entre les forces d'Arzawa van trobar els presoners, els déus i la família de Madduwatta, a qui se li va entregar tot. Kupanta-Kurunta es va escapar sol i amb dificultat i Madduwatta reinstal·lat al seu palau a Zippasla.
En aquesta campanya es van conquerir Arzawa, Hapalla, el país del riu Seha i Asuwa, i en una segona campanya Wilusiya o Wilusa on es va signar un tractat amb Alaksandu de Wilusa, i Taruisa, Troia, que se situa no com a part de Wilusa sinó dins les terres d'Asuwa, però la submissió d'Arzawa no degué ser completa perquè més tard els hitites hi tornaren a combatre. Mentre els hitites eren a Asuwa els kashkes van envair territori hitita i a l'any següent Tudhalias va haver de fer una campanya contra ells.
A la regió oriental, Isuwa, segurament un regne aliat de Mitanni, va caure derrotat per Tudhalias que havia orientat la seva política d'expansió cap a orient, una zona de gran valor estratègic i on hi havia les mines de coure més importants de la zona. Un temps més tard, el príncep d'aquell país es va fer vassall de Mitanni, on el seu rei deia que en temps del seu avi Isuwa ja era un estat dependent del regne hurrita i que Tudhalias no havia pogut conquerir el país, segurament perquè el poder militar dels hitites no era encara prou fort com per oposar-se a Mitanni. Tot seguit, com a revenja, va atacar Kizzuwatna, regne vassall de Mitanni i va establir un tractat de termes igualitaris amb el rei d'aquell país, Sanushara. Una deïtat de Kizzuwatna va ser traslladada a Samuha i nominalment Kizzuwatna quedava com estat independent fora de la influència de Mitanni, però en la pràctica es va convertir un aliat dels hitites. Es conserva l'acord entre els dos regnes que entre altres coses diu que si Tudhalias atacava un altre país el rei de Kizzuwatna havia de proveir 100 carros de combat i 1000 infants i el rei havia d'acompanyar al rei hitita; el rei de Kizzuwatna no podria enviar missatges al de Mitanni. Sembla que els hitites van conquerir Washukanni que van incorporar a Kizzuwatna, però si això va ser així, la conquesta va ser efímera. Probablement llavors Khalap va tornar a passar sota influència hitita.
Amb Egipte es va signar un tractar amb Amenhotep II. Segons aquest tractat els habitants de la ciutat hitita de Kurustama eren establerts a territori egipci.
Tudhalias va establir una nova forma de govern: va crear la corregència per la qual va nomenar al seu gendre Arnuwandas I, casat amb la seva filla Asmunikal. Quan Tudhalias II va morir el seu gendre va accedir al tron sense problemes.